# Янка-Ноуе
Янка-Ноуе (рум. Ianca Nouă) — село у повіті Олт в Румунії. Входить до складу комуни Штефан-чел-Маре.
Село розташоване на відстані 165 км на південний захід від Бухареста, 68 км на південь від Слатіни, 64 км на південний схід від Крайови.

## Населення
За даними перепису населення 2002 року у селі проживали 778 осіб. Усі жителі села рідною мовою назвали румунську.
Національний склад населення села:
| Національність | Кількість осіб | Відсоток |
| -------------- | -------------- | -------- |
| румуни         | 748            | 96,1%    |
| цигани         | 30             | 3,9%     |